# Musée de Picardie
Musée de Picardie – muzeum sztuki w Amiens, we Francji, jedno z największych muzeów we Francji .
Budynek muzeum został specjalnie zaprojektowany na potrzeby muzeum regionalnego i był jednym z pierwszych tego typu obiektów we Francji. Został zaprojektowany w stylu Drugiego Cesarstwa przez Henriego Parenta i Arthura Dieta; został wybudowany w latach 1855-1867. Budynek sfinansował Société des Antiquaires de Picardie.

## Kolekcja
W Muzeum zgromadzono obrazy mistrzów z okresu od XVII do XX wieku: Rogier van der Weyden, Alvise Vivarini, El Greco, Frans Hals, Jacob Jordaens, Jan van Goyen, Andrea Schiavone, Jusepe de Ribera, Luca Giordano, Simon Vouet, Philippe de Champaigne, Hyacinthe Rigaud, François Boucher, Jean-Honoré Fragonard, Hubert Robert, Maurice Quentin de La Tour, Giovanni Battista Tiepolo, Francesco Guardi, Camille Corot, Gustave Courbet, Édouard Vuillard, Pablo Picasso, Francis Picabia, Joan Miró. Prócz obrazów muzeum posiada kolekcje ponad 400 eksponatów sztuki egipskiej, z czego tylko 257 jest dostępne publiczności. Większość tych zbiorów pochodzi od kolekcjonera Albertaa Maignana i z depozytów państwowych.
Muzeum prezentuje także zabytki archeologiczne, w tym paleolityczne figurki Wenus z Renancourt znalezione na miejscu, w Amiens.